# Rhodostrophia aidela
Rhodostrophia aidela är en fjärilsart som beskrevs av Louis Beethoven Prout 1938. Rhodostrophia aidela ingår i släktet Rhodostrophia och familjen mätare. Inga underarter finns listade.